# USS Blueback (SS-581)
L' USS Blueback (SS-581) est un sous-marin diesel-électrique de la classe Barbel qui a servi dans l'United States Navy de 1959 à 1990, puis a été transformé en navire musée exposé au Musée des sciences et de l'industrie de l'Oregon. Il était le deuxième sous-marin de la Marine à porter ce nom ( Blueback = Saumon).

## Historique
Blueback a été établi par Ingalls Shipbuilding Corporation de Pascagoula dans le Mississippi le 15 avril 1957. Il a été lancé le 16 mai 1959 parrainée par Virginia McManes, épouse du contre-amiral Kenmore McManes, et commandé le 15 octobre 1959, par le capitaine de corvette Robert H. Gautier. Il a été le dernier sous-marin non nucléaire à rejoindre la marine des États-Unis et a été le dernier sous-marin de combat à propulsion conventionnelle à être déclassé, ce qui a laissé la marine des États-Unis avec une flotte de sous-marins entièrement nucléaires, à l'exception du sous-marin de recherche USS Dolphin qui servit jusqu'en 2007.

## Préservation

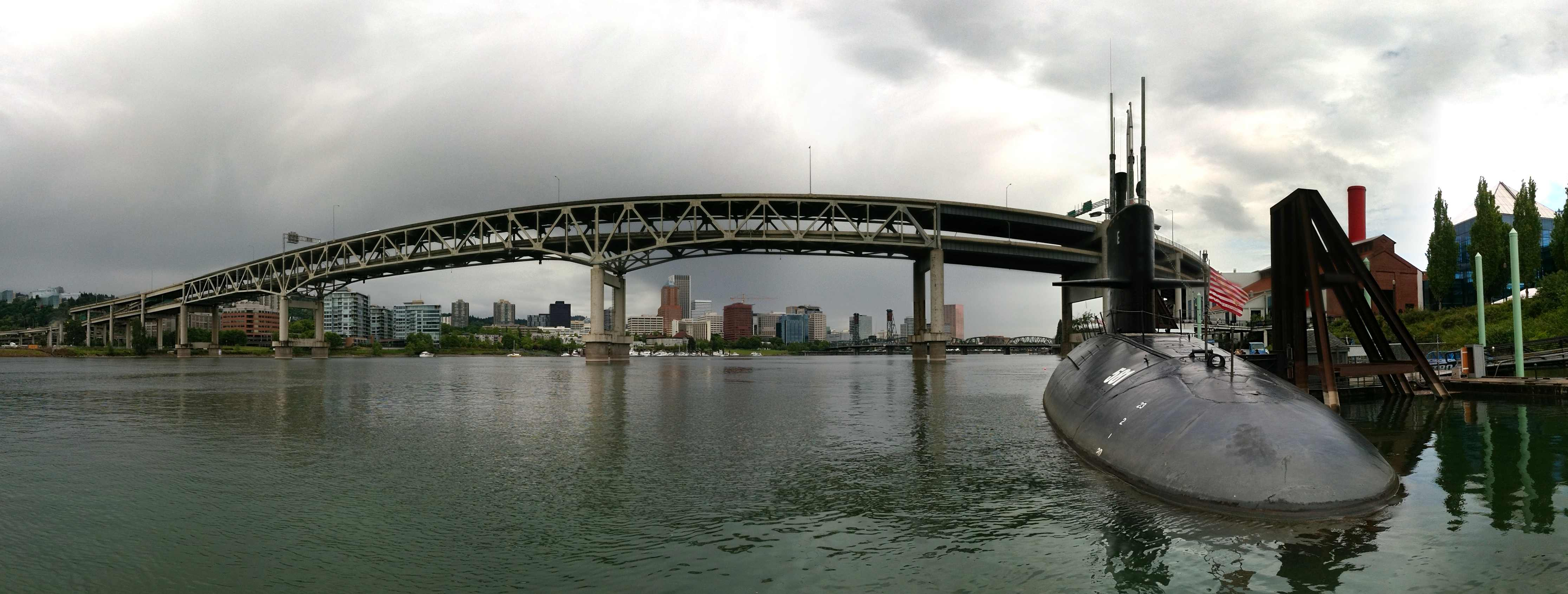
USS Blueback amarré sur la rivière Willamette à Portland.

Blueback a été mis hors service le 1er octobre 1990 et mis en attente dans la flotte de réserve du Pacifique à Bremerton, Washington. Il a été rayé du Naval Vessel Register le 30 octobre 1990. Avec son retrait du service, le dernier navire de guerre qui était un sous-marin diesel-électrique de la marine américaine avait quitté la flotte, laissant le sous-marin de recherche USS Dolphin (AGSS-555) comme le dernier sous-marin diesel de la flotte américaine.
En février 1994, le Musée des sciences et de l'industrie de l'Oregon (OMSI) a remorqué Blueback à Portland, où il repose maintenant en tant que partie interactive du musée et mémorial. Son hélice a été retirée et installée à l'extérieur du musée en tant que mémorial national des sous-marins. Le musée propose des visites guidées du sous-marin plusieurs fois par jour. Le navire a été ajouté au registre national des lieux historiques le 16 septembre 2008.
La salle radio a été restaurée par le USS Blueback Radio Club avec à la fois des radios militaires historiques et des équipements de radio amateur modernes opérationnels qui utilisent les antennes militaires HF et VHF d'origine. L'indicatif d'appel radio du sous-marin est maintenant W7SUB.

### Honneurs et récompenses
Blueback (SS-581) a obtenu deux battle stars pour son service pendant la guerre du Vietnam.

### Culture populaire
Blueback est apparu dans l'épisode "Samurai" de la série télévisée Hawaï police d'État des années 1970.
Blueback est apparu dans le film de 1990 The Hunt for Red October , bien qu'il n'ait pas exécuté la célèbre cascade d'un coup de ballast principal d'urgence lors d'une procédure de surfaçage d'urgence vue dans le film. Une équipe de tournage a été autorisée à bord pour filmer une scène de salle de torpilles et certains membres de son équipe ont été payés 50 $ chacun pour se faire couper les cheveux et mettre des uniformes de la marine soviétique pour la scène, mais la scène n'a pas été incluse dans le film.

## Galerie

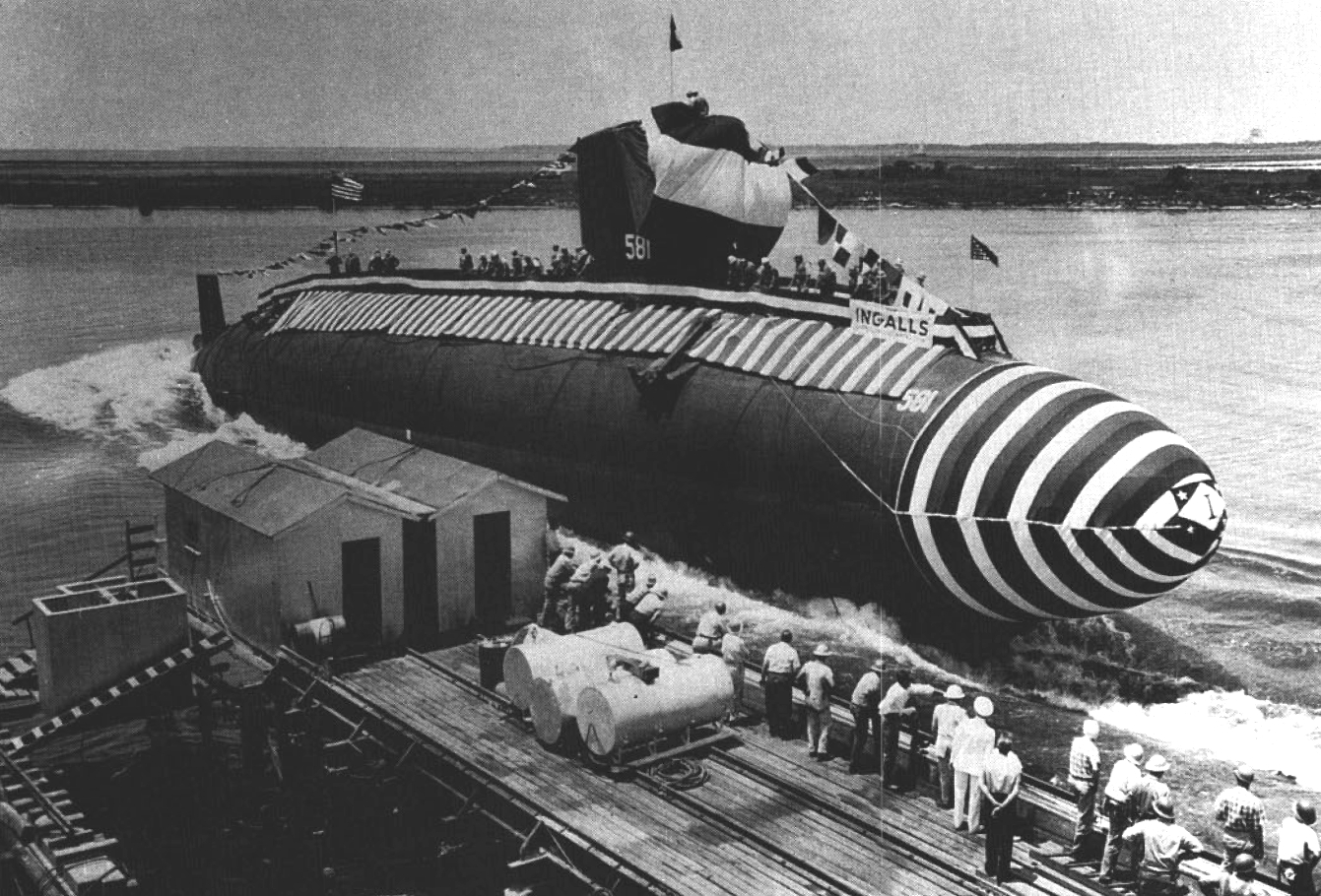
USS Blueback lors de son lancement.
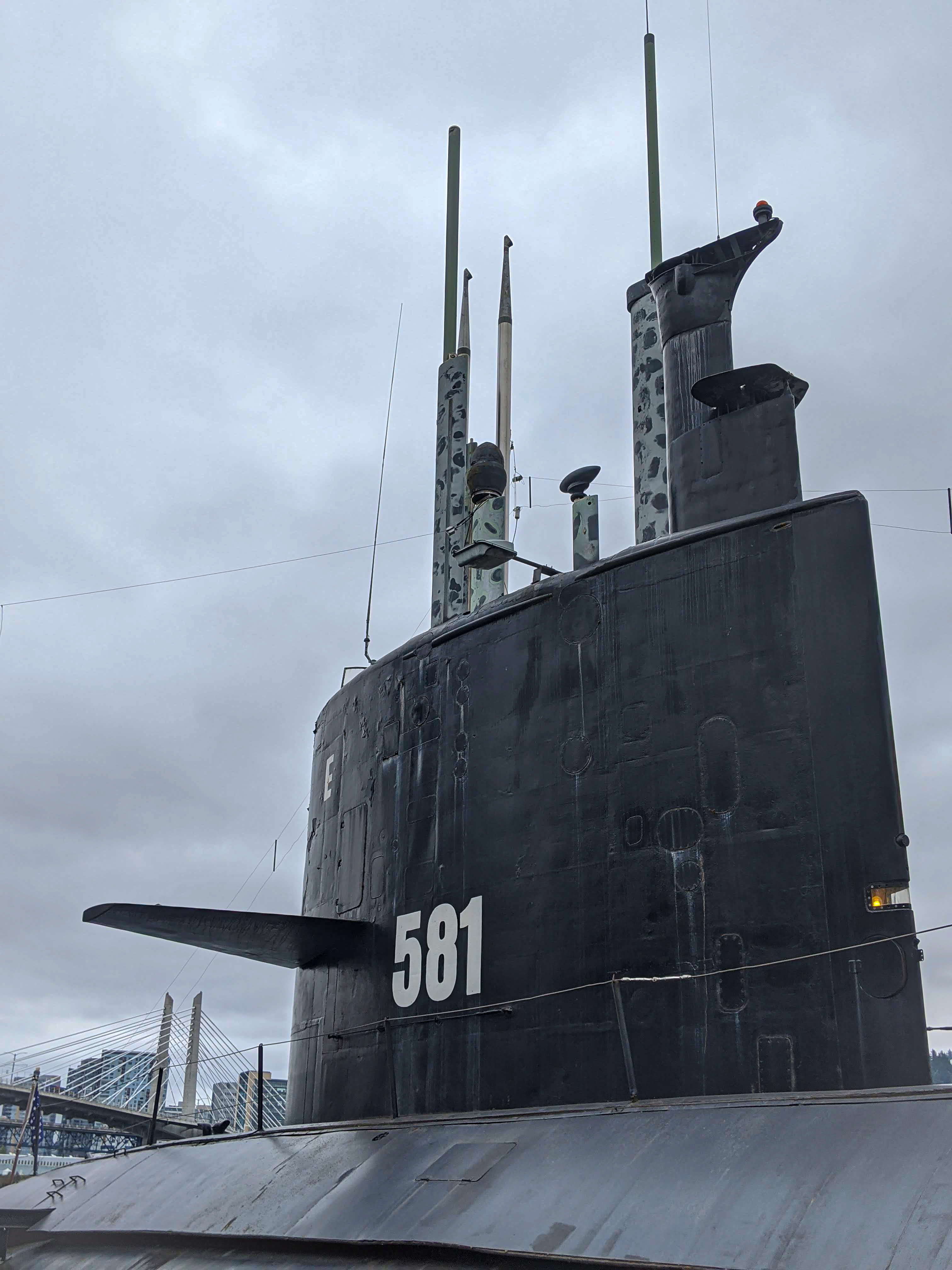
Kiosque de l'USS Blueback.
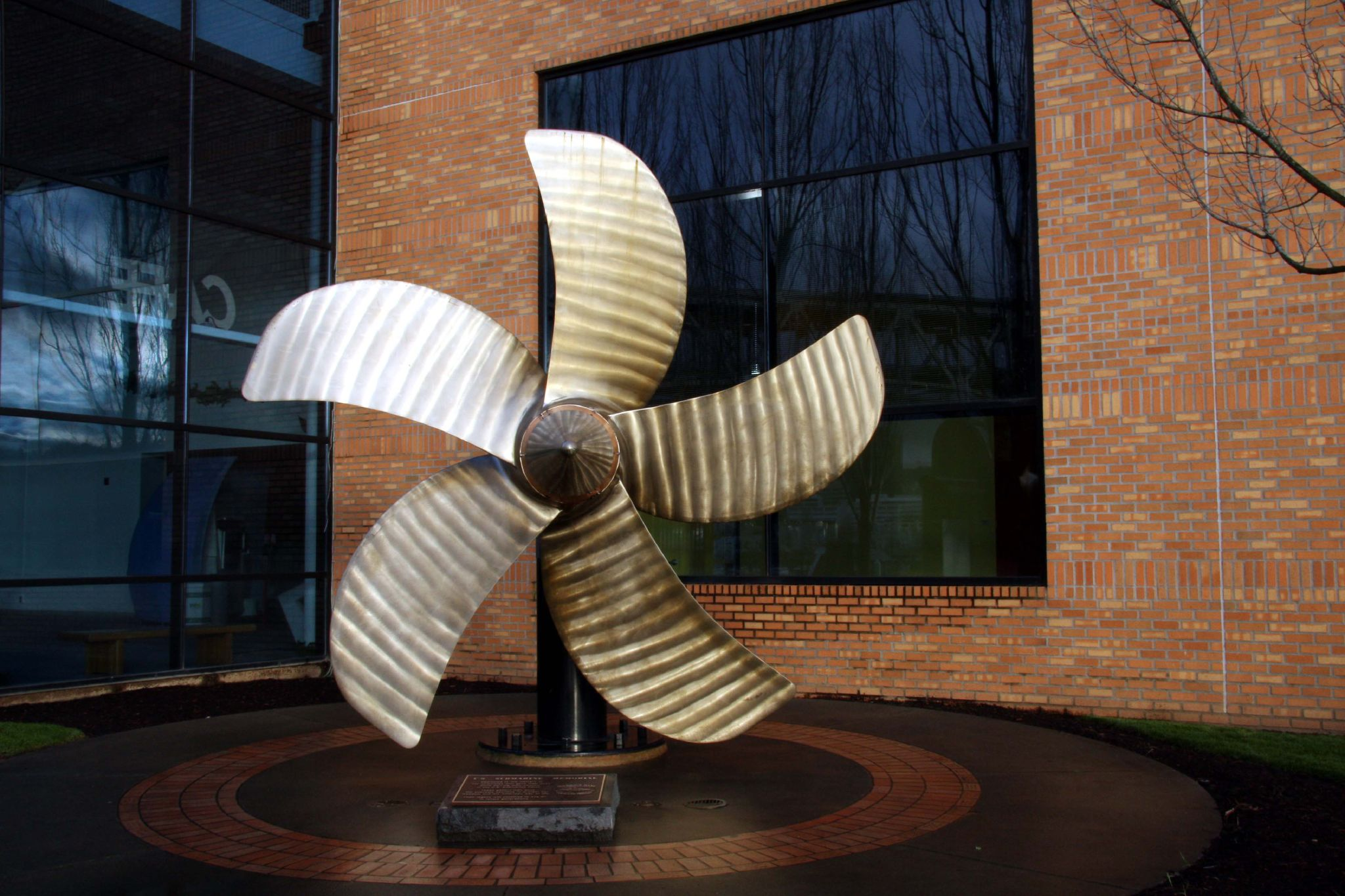
Hélice du Blueback exposée au musée.